# Tetragnatha pulchella
Tetragnatha pulchella är en spindelart som beskrevs av Tord Tamerlan Teodor Thorell 1877. Tetragnatha pulchella ingår i släktet sträckkäkspindlar, och familjen käkspindlar. Inga underarter finns listade i Catalogue of Life.